# 金原省吾
金原 省吾（きんばら せいご、1888年〈明治21年〉9月1日 - 1958年〈昭和33年〉8月2日）は、長野県茅野市出身の美学者、美術史学者。昭和期の歌人。帝国美術学校教授。旧姓は河西。

## 経歴
長野県諏訪郡湖東村（現茅野市湖東区）の河西家に生まれ、北安曇郡大町の金原家の養子となる。1910年長野師範学校卒業後に諏訪郡湖南小学校（現在の諏訪市湖南小学校）の訓導となるが上京し、正則英語学校を経て、1915年早稲田大学文学部哲学科を卒業する。さらに同大研究科で東洋美学、東洋美術史を研究。
1921年より日本美術学校教授、1929年より帝国美術学校(現武蔵野美術大学)教授(1935年、校長北昤吉と学生らの対立より起きた同盟休校事件（学生ストライキ）が発生し、帝国美術学校より多摩帝国美術学校（現多摩美術大学の前身）が分離独立)。満州国の新京に開設された建国大学でも講師として芸術論を講じた。1949年、新潟大学教授となる。1956年「絵画における線の研究」で文学博士（早稲田大学）。
島木赤彦に師事し、アララギ派の歌人としても活躍した。1958年、東京都武蔵野市の自宅で死去した。生前の蔵書は「金原文庫」として武蔵野美大図書館に所蔵されている。
2019年に10月14日から11月9日まで「武蔵野美術大学90周年記念・
帝国美術学校の誕生―金原省吾とその同志たち」が開催された。

## 受賞・栄典
- 従五位勲六等瑞宝章受勲。

## 著書
- 『支那上代画論研究』岩波書店 1924
- 『東洋画概論』古今書院 1924
- 『絵画に於ける線の研究』古今書院 1927
- 『唐代の繪畫』東亞研究會 東亞研究講座　1929
- 『東洋画』春秋社 1929
- 『東洋美論』春秋社 1929
- 『宋代の絵画』東亜研究講座 東亜研究会 1930
- 『東洋美学』古今書院 1932
- 『構想の研究』古今書院 1933
- 『国語科学講座 6 言語美学』明治書院 1933
- 『東洋美術論叢』古今書院 1934
- 『実践国語教育研究叢書 第2 解釈の研究 附録付』啓文社 1935
- 『言語美学』古今書院 1936
- 『国語形成学序説』晃文社 1936
- 『表現の日本的特性』古今書院 1936
- 『支那絵画史』古今書院 1938
- 『春炉 随筆集』古今書院 1938
- 『表現の問題』古今書院 1938
- 『現代文章の日本的性格』厚生閣 1939
- 『実践国語教育研究叢書 第9 国語表現』啓文社 1939
- 『東洋美術文庫 第3巻 牧渓』アトリヱ社 1939
- 『日本美育論』晃文社 造形教育體系 1939
- 『日本美術論』河出書房 学生文庫 1939
- 『綴方教育体系 第1巻 綴方表現学』晃文社 1939
- 『東亜の象徴』古今書院 1940
- 『支那美術史』東洋史講座 雄山閣 1940
- 『日本芸術の課題』河出書房 1940
- 『夏居 随筆集』古今書院 1941
- 『東洋美術』河出書房 1941
- 『日本的表現』教育美術振興会 1941
- 『言語の成立』古今書院 1942
- 『東洋芸術と大東亜教育』第一出版協会 大東亜教育叢書 1942
- 『東洋美術論』講談社 1942
- 『日本文化と伝統』同志同行社 1942
- 『美術の記』青磁社 1942
- 『美の構造』青磁社 1942
- 『国語の風格』三省堂 1943
- 『支那絵画論』東亜研究講座 東亜研究会 1943
- 『日本芸術論』旺文社 日本思想戦大系 1943
- 『美の表現について』青磁社 1943
- 『傾きの美』晃文社 1947
- 『美の体位 茶と花と句について』養徳社 1947
- 『赤彦の人と芸術』伊東一夫共著 蓼科書房 1949
- 『美術入門 用と好み』古今書院 形成選書 1951
- 『日本の美術』牧書店 学校図書館文庫 1952
- 『山草集 歌集』古今書院 1959
- 『赤彦先生と金原省吾』金原よしを 1970. NCID BA54554203
- 『武蔵野美術大学大学史史料集』大学史史料委員会編 武蔵野美術大学 1999-2001-2007

. NCID BA44030716
. NCID BA52679886. NCID BA81837663